# Aegla cavernicola
Aegla cavernicola is een tienpotigensoort uit de familie van de Aeglidae. De wetenschappelijke naam van de soort is voor het eerst geldig gepubliceerd in 1972 door Turkay.